# Sunsundegui
Sunsundegui — производитель автобусов из Испании.

## История
Компания была основана Хосе Сунсундеги в 1944 году в городе Ирун в Стране Басков. Первоначально специализировалось на постройке и ремонте железнодорожных вагонов. Через 12 лет, в 1956 году, компания переехала в город Альсасуа (провинция Наварра). Железнодорожные вагоны производились вплоть до 1980-х гг. Первый автобус был построен в 1987 году.

## Продукция
Компания выпускает городские, междугородные, туристические автобусы длиной от 12 до 15 метров. Кузова собственного производства, а шасси используются самых разных фирм — MAN, Mercedes-Benz, Iveco, VDL, Scania, Volvo.
Автобусы Sunsundegui помимо Испании, экспортируются также в Англию, Португалию, Германию и другие страны.
Одной из последних новинок фирмы является 12,7-метровый автобус с высокой крышей Sideral 2000, в котором 52 места для сидения.
Другая модель, разработанная Sunsundegui — пригородный полунизкопольный автобус Astral, на шасси Volvo B7RLE. Он может быть как в 12-метровой версии, так и сочленённым, с длиной 18,75 метров.